# Hermann zur Lippe
Hermann zur Lippe (* 11. Jahrhundert; † vor 1123) war Herr zur Lippe und ist der erste greifbare Vorfahr des heutigen Königs der Niederlande.

## Leben
Über die Familie Hermanns ist kaum etwas bekannt. Er wird als Vater der beiden Brüder Bernhard I. und Hermann I. genannt. Über die Mutter der beiden Brüder ist nichts bekannt. Hermann muss vor 1123 verstorben sein, da sein Sohn Bernhard I. zu dieser Zeit bereits urkundlich als Herr von Lippe erwähnt wird. Anhand der typischen Leitnamen seines Hauses lässt sich vermuten, dass er vom Haus Werl abstammt, urkundliche Belege hierfür existieren jedoch nicht.